# Гуральский добровольческий легион СС
Гуральский добровольческий легион Ваффен-СС (нем. Goralische Waffen-SS-Freiwilligen-Legion, пол. Góralski Ochotniczy Legion Waffen-SS) — не сформированное воинское формирование СС, в которое набирались гурали — одна из польских этнических групп. Реальность существования данного подразделения ставится  историками под сомнение.

## История
Распоряжение о начале формирования гуральского подразделения СС было отдано в июне 1942 года и было поддержано руководителем «Гуральского комитета» Вацлавом Кшептовским. Согласно плану, в легион планировалось принять 10-15 тысяч человек и направить легион на Восточный фронт. Однако, несмотря на старания агитаторов польского Генерал-губернаторства и нацистской Германии, в легион сумели пройти отбор всего 300 человек, из которых только 200 человек прошли начальную военную подготовку в Травниках. Большая часть из завербованных впоследствии дезертировали, и некоторые из них были отправлены в концлагеря. По разным данным, в ряды Ваффен-СС прошло от 6 до 15 человек, среди которых известны штурмманны СС Стулея, Дуда, Каркош, Мыткович и братья Гурки.